# Mikolajivska oblast
Mikolajivska oblast (ukrajinsko Миколаївська область, latinizirano: Mykolajivs'ka oblast',IPA: [mɪkoˈlɑjiu̯sʲkɐ ˈɔblɐsʲtʲ]), imenovana tudi Mikolajivščina (ukrajinsko Миколаївщина), je oblast Ukrajine. Njeno upravno središče regije je mesto Mikolajiv. Po zadnji oceni (leta 2022) je prebivalstvo oblasti štelo 1.091.821 ljudi. 

## Zgodovina
Med rusko invazijo na Ukrajino leta 2022 je ruska vojska v Mikolajivsko oblast vdrla iz Hersonske oblasti. Ukrajinska vojska jih je premagala v bitki za Voznesensk in v bitki za Mikolajiv ter jih pregnala iz oblasti. Od aprila 2022 je bila skoraj vsa provinca pod ukrajinskim nadzorom - izjema je majhen kos peščenega polotoka Kinburn na jugovzhodu, ki ima dostop le iz okupiranega dela Hersonske oblasti.
Julija 2022 se je med mednarodno konferenco o obnovi Ukrajine (URC 2022) v Luganu Švica zavezala, da bo podprla obnovo v Mikolajivski oblasti.

## Geografija
Mikolajivska oblast se nahaja v južni polovici Ukrajine. Njena površina (24.600 km²) obsega približno 4,07 % celotne površine Ukrajine.
V smeri zahod-jugozahod meji na Odeško oblast, na severu na Kirovogradsko, na severovzhodu na Dnepropetrovsko in na jugovzhodu na Hersonsko oblast. Na jugu meji na Črno morje. K njej spada tudi polotok Kinburn, otok Berezan v Črnem morju in otok Pervomajsk v estuariju Dnepra. Relief Mikolajivske oblasti je raven in se rahlo spušča proti jugu. Večji del ozemlja leži v Črnomorski nižini. V oblasti se nahaja več nahajališč rud in mineralov kot so nikelj, uran, granit, gnajs in kvarciti.
Podnebje je zmerno celinsko z blago zimo z malo snega in vročim sušnim poletjem.
Na ozemlju oblasti je 85 rek, ki spadajo v porečje Črnega morja. Med najpomembnejše reke spadajo Ingulec, Berezan in Južni Bug, ki pokrajino deli na vzhodni in zahodni del.

## Demografija
Leta 2005 je bilo število prebivalstva ocenjeno na 1,2 milijona ljudi. Večina je živela v mestih (66 %), preostanek pa na podeželju. Skoraj 60 % mestnega prebivalstva je  živelo v Mikolajivu, ki predstavlja industrijsko, kulturno in upravno središče Mikolajivske oblasti.
Leta 2021 je bilo celotno prebivalstvo regije ocenjeno na 1.108.394 prebivalcev, pri čemer jih je 761.278 (68,7 %) živelo v mestih, preostalih 347.116 (31,3 %) pa na podeželju. V Mikolajivu je živelo 341.123 prebivalcev, kar je predstavljalo 68,8 % mestnega prebivalstva Mikolajivske oblasti. 
Gostota prebivalstva v regiji je ena najnižjih v Ukrajini – 45/km2. Mikolajivska oblast predstavlja 2,7 % prebivalstva Ukrajine in zaseda 19. mesto med regijami.

### Starostna struktura
0-14 let: 14,7 % (moški 88.668/ženske 83.434)
15-64 let: 70,7 % (moški 396.342/ženske 432.808)
65 let in več: 14,6 % (moški 56.527/ženske 114.987) (uradni podatki 2013)

### Mediana starosti
skupaj: 39,7 leta
moški: 36,3 let
ženske: 42,9 let (uradni podatki 2013)

### Narodnost, jezik in državljanstvo
V oblasti živi več kot sto etničnih skupin. Najpogostejši jezik je ukrajinščina, drugi najpogostejši pa ruščina. V mestu Mikolajiv je najpogostejši jezik ruščina.
Ob popisu leta 2001 je oblast 1.269.900 stalnih prebivalcev. Od teh je:
- 1.251.100 (99,1 %) imelo ukrajinsko državljanstvo.[10]
- 6400 imelo državljanstvo držav SND.[10]
- 10.200 imelo državljanstvo drugih držav.[10]
- 4.200 bilo brez državljanstva.[10]
- 1.000 takih, ki niso navedli svojega državljanstva.[10]

| Nacionalnost  | Stalni prebivalci 2001 | Stalni prebivalci 2001 | Materni jezik 2001 | Materni jezik 2001 |  | Stalni prebivalci 1989 | Materni jezik 1989 | Materni jezik 1989 |
| Nacionalnost  | Število                | %                      | Ukrajinščina       | Ruščina            |  | %                      | Ukrajinščina       | Ruščina            |
| ------------- | ---------------------- | ---------------------- | ------------------ | ------------------ |  | ---------------------- | ------------------ | ------------------ |
| Vse           | 1.269.900              | 100,0%                 | 69,2%              | 29,3%              |  | 100,0%                 | 64,2%              | 33,8%              |
| Ukrajinci     | 1.034.400              | 81,9%                  | 82,4%              | 17,5%              |  | 75,6%                  |                    |                    |
| Rusi          | 177.500                | 14,1%                  | 6,2%               | 93,7%              |  | 19,4%                  |                    |                    |
| Moldavci      | 13.200                 | 1,0%                   | 28,5%              | 16,8%              |  | 1,3%                   |                    |                    |
| Belorusi      | 8.400                  | 0,7%                   | 21,8%              | 58,5%              |  | 1,1%                   |                    |                    |
| Bolgari       | 5.600                  | 0,4%                   | 16,9%              | 53,2%              |  | 0,5%                   |                    |                    |
| Armenci       | 4.300                  | 0,3%                   | 7,1%               | 35,8%              |  | 0,1%                   |                    |                    |
| Judje         | 3.300                  | 0,3%                   | 10,1%              | 87,4%              |  | 0,9%                   |                    |                    |
| Korejci       | 1.800                  | 0,1%                   | 6,3%               | 70,8%              |  | 0,0%                   |                    |                    |
| Azerbajdžanci | 1.500                  | 0,1%                   | 8,1%               | 33,3%              |  | 0,1%                   |                    |                    |
| Romi          | 1.400                  | 0,1%                   | 38,7%              | 15,2%              |  | 0.1%                   |                    |                    |
| Poljaki       | 1.300                  | 0,1%                   | 47,4%              | 44,1%              |  | 0,2%                   |                    |                    |
| Tatari        | 1.300                  | 0,1%                   | 7,3%               | 73,5%              |  | 0.1%                   |                    |                    |
| Nemci         | 1.200                  | 0,1%                   | 26,8%              | 67,7%              |  | 0,1%                   |                    |                    |
| Ostali        | 7.700                  | 0,7%                   | 13,8%              | 37,3%              |  | 0,5%                   |                    |                    |

## Upravne delitve
Mikolajivska oblast je bila ustanovljena septembra 1937. Razdeljena je na rajone.

### Upravna delitev (od 18. julija 2020 do danes)
18. julija 2020 se je po reformi upravne delitve Ukrajine Mikolajivska oblast razdelila na štiri rajone (pred tem je bila sestavljena iz 19 rajonov in 5 mest):
1. Baštanski rajon (Баштанський район), središče je v mestu Baštanka ;
2. Mikolajivski rajon (Миколаївський район), središče je v mestu Mikolajiv ;
3. Pervomajski rajon (Первомайський район), središče je v mestu Pervomajsk ;
4. Voznesenski rajon (Вознесенський район), središče je v mestu Voznesesk .

## Infrastruktura in gospodarstvo
- Ob obali je več pristanišč in mednarodno letališče Mikolajiv .
- Železniško omrežje in infrastruktura regije sta del Odeških železnic .
- Skozi regijo poteka evropska pot E58 in evropska pot E95 .
- Mesto Mikolajiv je znano po ladjedelnicah, ki obstajajo že od 19. stoletja.
- Južnoukrajinska jedrska elektrarna
- Agrarno podjetje Nibulon
- Mikolajvski observatorij

## Javno mnenje
Med referendumom leta 1991 je 89,45% volivcev v Mikolajivski oblasti glasovalo za neodvisno Ukrajino. Decembra 2014 je raziskava Kijevskega mednarodnega inštituta za sociologijo pokazala, da bi 95,5% prebivalcev oblasti nasprotovalo priključitvi Rusiji, 2,1% podpiralo, ostali pa so bili neodločeni ali se niso odzvali.

## Galerija
- Mikolajvski observatorij
- Luteranska cerkev v Mikolajivu
- Južnoukrajinska jedrska elektrarna
- Ruševine Pontske Olbije
- Polotok Kinburn
- Brzice reke južni Bug
- Aktovski kanjon
- Naravni rezervat Jelanecka stepa